# C.C.C.
C.C.C. est un quartier de la commune d'arrondissement de Douala III de la capitale économique camerounaise : Douala. Il porte le nom de l’abréviation de la savonnerie industrielle « Complexe Chimique Camerounais » qu'il abrite. 

## Population et environnement
Lors du recensement de 2005, la population du quartier C.C.C. comptait de 14 112 habitants dont 7 145 hommes et 6 867 femmes. Le quartier abrite la première grande savonnerie du Cameroun. Tous les jours, les habitants du quartier absorbent des odeurs de produits chimiques qui entrent dans la fabrication du savon.  
Le quartier CCC est situé dans une cuvette, entre deux zones industrielles de la ville de Douala. Considérés comme un des quartiers populaires de la ville, le quartier CCC qui est situé à proximité du grand carrefour de Ndokoti fait fréquemment l'objet de faits divers notamment des lynchages ou des révoltes populaires liés à l'insécurité ou à l'accès aux services sociaux.